# Új Szövetség Magyarországért
Az Új Szövetség Magyarországért a rendszerváltás utáni közélet egyik politikai pártja volt. 1997 és 2002 között működött, tagjai korábban a Független Kisgazdapárt tagjai voltak.

## A párt története
G. Nagyné Maczó Ágnes alapította a pártot, amelynek az  elnöke lett. Az 1998-as országgyűlési választáson ő vezette az új párt országos listáját. Az USZM 41 egyéni képviselőjelöltet és 14 megyében területi listát tudott indítani. A párt listája 22 220 szavazatot (0,49%) kapott. Mivel a párt nem érte el az 5%-os bejutási küszöböt, ezért nem szerzett mandátumot.
2002-ben a párt feloszlott.

## Választási eredmények
| Választások éve | Szavazatok száma (I. forduló) | Százalékok száma (I. forduló) | Szavazatok száma (II. forduló) | Százalékok száma (II. forduló) | Mandátumok száma | Parlamenti szerepe |
| --------------- | ----------------------------- | ----------------------------- | ------------------------------ | ------------------------------ | ---------------- | ------------------ |
| 1998-as         | 22 220                        | 0,49%                         | –                              | –                              | –                | nem jutott be      |